# Protonilus Mensae
Le Protonilus Mensae sono una struttura geologica della superficie di Marte.